# Rothesay Open Nottingham 2023
Rothesay Open Nottingham 2023, známý pod názvem Nottingham Open 2023, byl společný tenisový turnaj mužského okruhu ATP Challenger Tour a ženského okruhu WTA Tour hraný v Nottingham Tennis Centre. Dvacátý sedmý ročník Nottingham Open mužů a dvanáctý žen probíhal mezi 12. až 18. červnem 2023 v britském Nottinghamu na otevřených travnatých dvorcích. Generálním partnerem se podruhé stal největší britský specialista na penzijní připojištění Rothesay.
Mužská polovina s rozpočtem 145 000 eur se stala součástí okruhu ATP Challenger Tour v nejvyšší Category 125. Ženská část dotovaná 239 477 dolary patřila do kategorie WTA 250. Nejvýše nasazenými singlisty se stali čtyřicátý čtvrtý hráč světa Andy Murray z Velké Británie a opět světová osmička Maria Sakkariová z Řecka. Jako poslední přímí účastníci do dvouher nastoupili jihokorejský 184. tenista pořadí Hong Song-čan a 115. žena klasifikace Viktorija Golubicová ze Švýcarska.
V důsledku invaze Ruska na Ukrajinu na konci února 2022 řídící organizace tenisu ATP, WTA a ITF s grandslamy rozhodly, že ruští a běloruští tenisté mohli dále na okruzích startovat, ale do odvolání nikoli pod vlajkami Ruska a Běloruska.
Pátý challengerový titul ve dvouhře vybojoval 36letý Brit Andy Murray, který prodloužil sérii neporazitelnosti na deset zápasů. První trofej na okruhu WTA Tour získala ve dvouhře Katie Boulterová, která ve finále porazila krajanku Burrageovou. Jednalo se o třetí výhradně britské finále na túře WTA a první takové od roku 1977. Mužskou čtyřhru ovládli 21letí Britové startující na divokou kartu, Jacob Fearnley s Johannusem Mondaym, kteří si odvezli první challengerové tituly. Ženskou deblovou soutěž vyhrála norsko-estonská dvojice Ulrikke Eikeriová a Ingrid Neelová, jejíž členky si připsaly premiérovou společnou trofej.  

## Rozdělení bodů a finančních odměn

### Rozdělení bodů
| Soutěž       | Soutěž       | vítězové | finalisté | semifinalisté | čtvrtfinalisté | 16 v kole | 32 v kole | Q | Q2 | Q1 |
| ------------ | ------------ | -------- | --------- | ------------- | -------------- | --------- | --------- | - | -- | -- |
| dvouhra mužů | [ 2 ] [ 8 ]  | 125      | 75        | 45            | 25             | 10        | 0         | 5 | 2  | 0  |
| čtyřhra mužů | [ 9 ]        | 125      | 75        | 45            | 25             | 0         | —         | — | —  | —  |
| dvouhra žen  | [ 1 ] [ 10 ] | 280      | 180       | 110           | 60             | 30        | 1         | — | 12 | 1  |
| čtyřhra žen  | [ 11 ]       | 280      | 180       | 110           | 60             | 1         | —         | — | —  | —  |

### Finanční odměny
| Soutěž                                | Soutěž       | vítězové | finalisté | semifinalisté | čtvrtfinalisté | 16 v kole | 32 v kole | Q2      | Q1      |
| ------------------------------------- | ------------ | -------- | --------- | ------------- | -------------- | --------- | --------- | ------- | ------- |
| dvouhra mužů                          | [ 2 ] [ 8 ]  | 19 650 € | 11 570 €  | 6 850 €       | 3 990 €        | 2 345 €   | 1 420 €   | 710 €   | 355 €   |
| dvouhra žen                           | [ 1 ] [ 10 ] | 34 228 $ | 20 226 $  | 11 276 $      | 6 418 $        | 3 920 $   | 2 804 $   | 2 075 $ | 1 340 $ |
| čtyřhra mužů                          | [ 9 ]        | 8 420 €  | 4 900 €   | 2 940 €       | 1 750 €        | 990 €     | —         | —       | —       |
| čtyřhra žen                           | [ 11 ]       | 12 477 $ | 7 000 $   | 4 020 $       | 2 400 $        | 1 848 $   | —         | —       | —       |
| částka ve čtyřhrách je uvedena na pár |              |          |           |               |                |           |           |         |         |

## Dvouhra mužů

### Nasazení
| Stát                           | Hráč                 | ATP  | Nasazení |
| ------------------------------ | -------------------- | ---- | -------- |
| Spojené království             | Andy Murray          | 43.  | 1.       |
| Francie                        | Constant Lestienne   | 70.  | 2.       |
| Portugalsko                    | Nuno Borges          | 80.  | 3.       |
| Austrálie                      | Aleksandar Vukic     | 97.  | 4.       |
| Německo                        | Dominik Koepfer      | 103. | 5.       |
| Austrálie                      | Thanasi Kokkinakis   | 108. | 6.       |
| USA                            | Aleksandar Kovacevic | 114. | 7.       |
| Švýcarsko                      | Dominic Stricker     | 116. | 8.       |
| Žebříček ATP k 29. květnu 2023 |                      |      |          |

### Jiné formy účasti
Následující hráči obdrželi divokou kartu do hlavní soutěže:
- Arthur Fery
- George Loffhagen
- Andy Murray

Následující hráči nastoupili pod žebříčkovou ovhranou:
- Čong Hjon
- Jiří Veselý

Následující hráč nastoupili jako náhradníci:
- Sü Jü-siou
- Ryan Peniston

Následující hráči postoupili z kvalifikace:
- Arthur Cazaux
- Joris De Loore
- Alex Michelsen
- Rio Noguchi
- Šang Ťün-čcheng
- Zachary Svajda

Následující hráč postoupil z kvalifikace jako šťastný poražený:
- Laurent Lokoli

## Mužská čtyřhra

### Nasazení
| Stát                                                                                    | Hráč            | Stát               | Hráč               | ATP  | Nasazení |
| --------------------------------------------------------------------------------------- | --------------- | ------------------ | ------------------ | ---- | -------- |
| Švédsko                                                                                 | André Göransson | Japonsko           | Szymon Walków      | 136. | 1.       |
| Indie                                                                                   | Juki Bhambri    | Indie              | Saketh Myneni      | 149. | 2.       |
| USA                                                                                     | Robert Galloway | Austrálie          | John-Patrick Smith | 177. | 3.       |
| Spojené království                                                                      | Julian Cash     | Spojené království | Luke Johnson       | 183. | 4.       |
| Žebříček ATP k 29. květnu 2023; číslo je součtem žebříčkového postavení obou členů páru |                 |                    |                    |      |          |

### Jiné formy účasti
Následující páry obdržely divokou kartu:
- Jacob Fearnley /  Johannus Monday
- Toby Samuel /  Connor Thomson

Následující páry nastoupily z pozice náhradníka:
- Mattia Bellucci /  Pu Jün-čchao-kche-tche
- Arthur Cazaux /  Laurent Lokoli

## Ženská dvouhra

### Nasazení
| Stát                           | Hráčka                | WTA | Nasazení |
| ------------------------------ | --------------------- | --- | -------- |
| Řecko                          | Maria Sakkariová      | 8.  | 1.       |
| Brazílie                       | Beatriz Haddad Maiová | 14. | 2.       |
| Polsko                         | Magda Linetteová      | 21. | 3.       |
| Chorvatsko                     | Donna Vekićová        | 22. | 4.       |
| Ukrajina                       | Anhelina Kalininová   | 26. | 5.       |
| Čína                           | Čang Šuaj             | 31. | 6.       |
| Itálie                         | Camila Giorgiová      | 37. | 7.       |
| Čína                           | Ču Lin                | 40. | 8.       |
| Žebříček WTA k 29. květnu 2023 |                       |     |          |

### Jiné formy účasti
Následující hráčky obdržely divokou kartu do hlavní soutěže:
- Katie Boulterová
- Beatriz Haddad Maiová
- Maria Sakkariová
- Katie Swanová

Následující hráčky postoupily z kvalifikace:
- Emily Appletonová
- Harriet Dartová
- Olivia Gadecká
- Sonay Kartalová
- Elizabeth Mandliková
- Heather Watsonová

Následující hráčka postoupila z kvalifikace jako šťastná poražená:
- Darija Snigurová

### Odhlášení
před zahájením turnaje
- Lesja Curenková → nahradila ji  Darija Snigurová
- Lauren Davisová → nahradila ji  Jodie Burrageová
- Bernarda Peraová → nahradila ji  Madison Brengleová
- Julia Putincevová → nahradila ji  Tereza Martincová
- Ajla Tomljanovićová → nahradila ji  Magdalena Fręchová

## Ženská čtyřhra

### Nasazení
| Stát                                                                                    | Hráčka            | Stát             | Hráčka            | WTA | Nasazení |
| --------------------------------------------------------------------------------------- | ----------------- | ---------------- | ----------------- | --- | -------- |
| Kazachstán                                                                              | Anna Danilinová   | Čína             | Sü I-fan          | 49. | 1.       |
| USA                                                                                     | Asia Muhammadová  | Mexiko           | Giuliana Olmosová | 52. | 2.       |
| Čínská Tchaj-pej                                                                        | Čan Chao-čching   | Čínská Tchaj-pej | Latisha Chan      | 63. | 3.       |
| Ukrajina                                                                                | Nadija Kičenoková | Polsko           | Alicja Rosolská   | 94. | 4.       |
| Žebříček WTA k 29. květnu 2023; číslo je součtem žebříčkového postavení obou členů páru |                   |                  |                   |     |          |

### Jiné formy účasti
Následující páry obdržely divokou kartu:
- Emily Appletonová /  Jodie Burrageová
- Harriet Dartová /  Heather Watsonová

## Přehled finále

### Mužská dvouhra
- Andy Murray vs.  Arthur Cazaux, 6–4, 6–4

### Ženská dvouhra
- Katie Boulterová vs.  Jodie Burrageová, 6–3, 6–3

### Mužská čtyřhra
- Jacob Fearnley /  Johannus Monday vs.  Liam Broady /  Jonny O'Mara, 6–3, 6–7(6–8), [10–7]

### Ženská čtyřhra
- Ulrikke Eikeriová /  Ingrid Neelová vs.  Harriet Dartová /  Heather Watsonová, 7–6(8–6), 5–7, [10–8]